# Narración de Zaqalain
La Narración de Zaqalain (en árabe: حدیث الثقلین‎, romanizado: Hadiz al-Zaqalaina) significa: Narración de las dos cosas pesadas (Importantes), es un Hadiz famoso y Mutawatir (narrado con frecuencia) del profeta del Islam, es sobre la importancia de seguir el sagrado del Corán y Ahlul Bayt. 
Y según esta narración después de la muerte del profeta del Islam, los musulmanes tienen que seguir el sagrado del Corán y Ahlul Bayt y los dos siempre están juntos.

## El texto de Narración
La narración de Zaqalain se ha narrado por las palabras diferentes y por unos narradores, pero el concepto de todos son uno.
Esta narración se ha mencionado en el libro Usūl al-Kāfī, que es un libro muy importante entre los chiitas:
Dijo el Profeta del Islam, Muhammad: 

“Yo dejo entre vosotros dos asuntos, si os aferráis a éstos, nunca estaréis extraviados; el Libro de Dios, Poderoso y Exaltado, y mi Ahlul-Bait, Etrati (mi familia).
Oh gente! escuchad que os informo, que cuando volveréis a mí al lado de la Fuente (Resurrección), os preguntaré sobre su tratamiento respecto a estos dos tesoros, que son el Libro de Allah y mi Ahlul-Bait.” 

También Sunan al-Nasa'i, uno de los seis libros principales de las narraciones sunitas, menciona esta narración así: 
“Es como si me hubiesen llamado y yo respondiera. Ciertamente, dejo entre vosotros dos tesoros; que uno de ellos es más grande que el otro, el Libro de Dios, y mi Ahlul-Bait, 'Etrati (mi familia); así pues, observad cómo los tratáis después de mí; ciertamente que ambos no se separarán hasta que vuelvan a mí en la Fuente (Resurrección).”